# Quintana di Ascoli Piceno

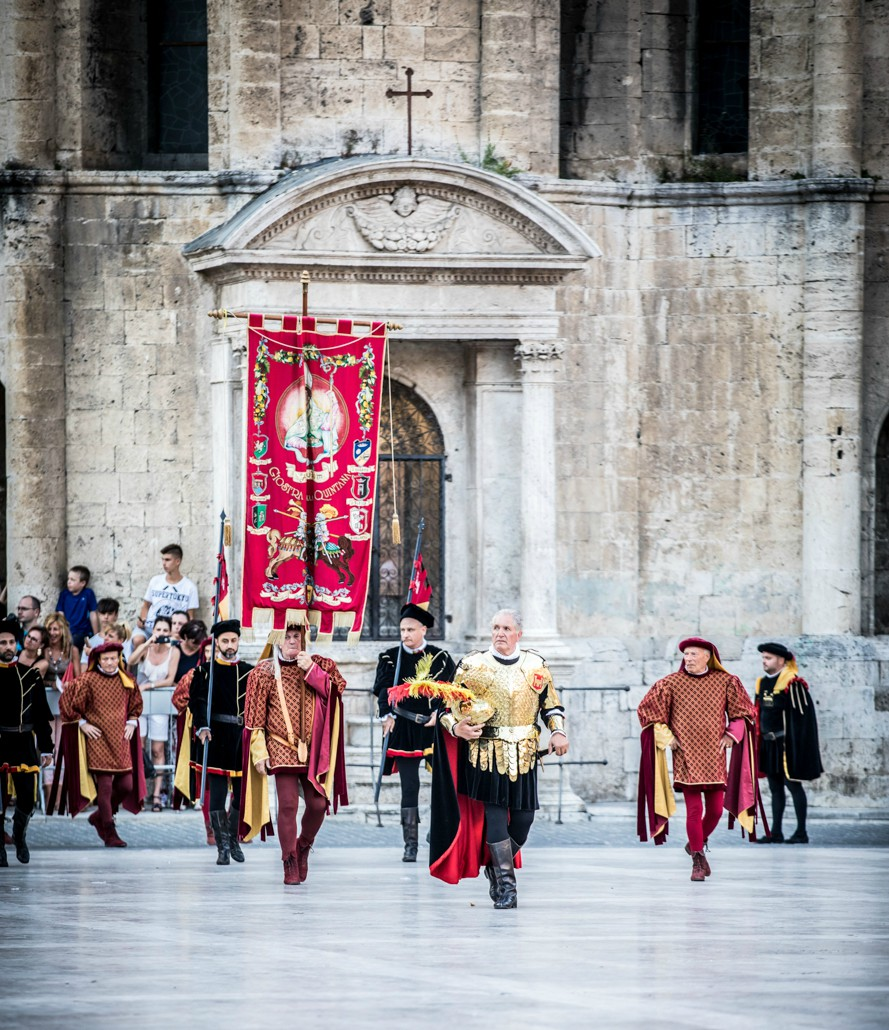
Il Capitano del Popolo apre il corteo della Giostra della Quintana di Ascoli

La Giostra della Quintana è una rievocazione storica di origine medievale con giostra equestre, che si tiene ad Ascoli Piceno.
Vi partecipano i sei Sestieri della città: Piazzarola, Porta Maggiore, Porta Romana, Porta Solestà, Porta Tufilla, Sant'Emidio.
Essa si tiene due volte l'anno, a luglio e ad agosto. L'edizione di luglio (introdotta in modo stabile dal 1997) è dedicata alla Madonna della pace e si svolge la sera del secondo sabato, mentre l'altra (chiamata anche "della tradizione") nel pomeriggio della prima domenica di agosto in occasione della festa di Sant'Emidio, patrono e primo vescovo storicamente attestato della città, in onore della quale è corsa.  
L'intera manifestazione della Quintana si compone di vari eventi che hanno lo svolgimento a partire dal mese di giugno. In ordine cronologico sono: sestieri all'erta, il Giuramento dei Consoli, la Lettura del Bando (che viene effettuata per entrambe le edizioni della Giostra), il Palio degli Sbandieratori e Musici, il Saluto alla Madonna della Pace, la Giostra di luglio, preceduta dal corteo, il Palio degli Arcieri, l'Offerta dei Ceri, ed infine la Giostra di agosto, anch'essa preceduta dallo stesso corteo che si svolge a luglio, in onore del patrono della città.
Per la città di Ascoli rappresenta l'espressione e la sintesi delle tradizioni, della sua storia e dell'indissolubile legame al territorio ricordato dagli antichi patti di alleanza di cui alla Quintana se ne rievoca la memoria.
L'attuale detentore del palio è il Sestiere di Porta Solestà, con il cavaliere Luca Innocenzi che si è imposto vincitore nel palio della Quintana di Agosto 2025 in onore del santo Patrono Sant’Emidio.

## Storia

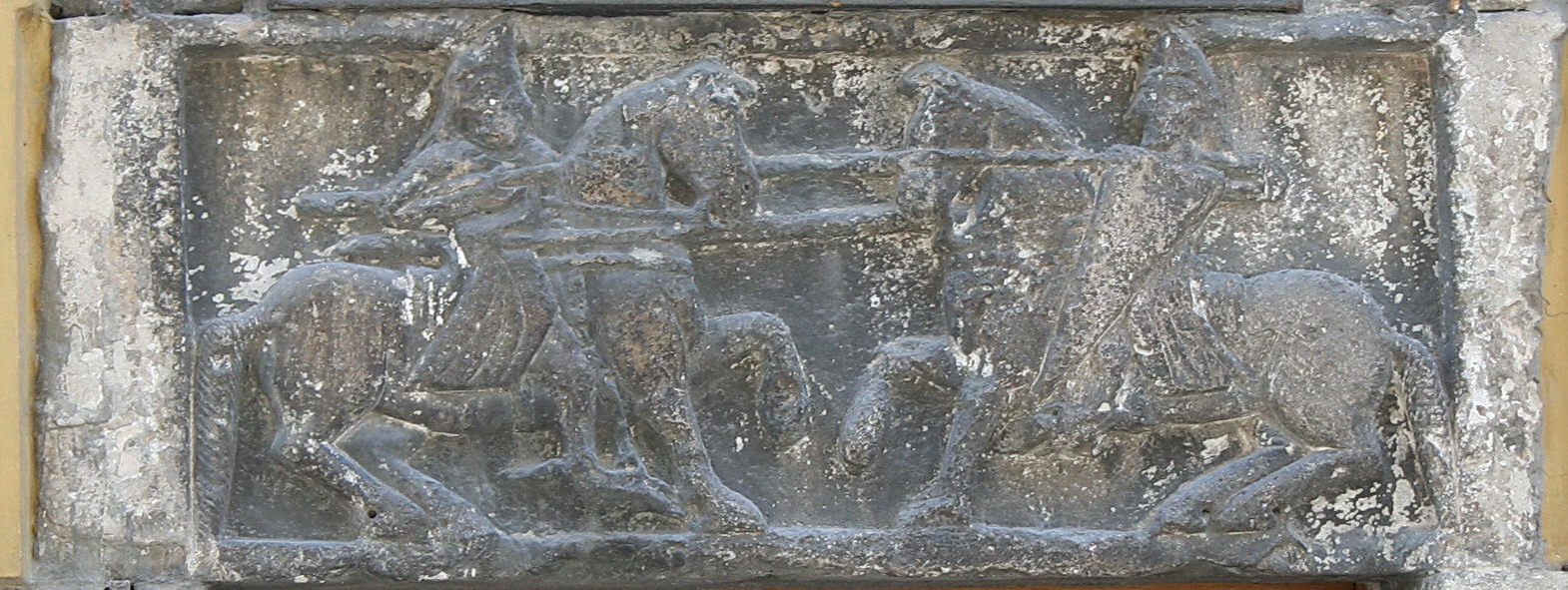
Bassorilievo di cavalieri che si affrontano con la lancia - "Edicola Dugentesca" sita a Corso Giuseppe Mazzini di Ascoli Piceno

Le radici della Giostra della Quintana sono antichissime, alcuni le fanno risalire al IX secolo, quando i Saraceni invasero il territorio dei Piceni. Questo spieghererebbe la presenza del busto da colpire, posto sul campo di gioco, che rappresenta il moro, nemico della fede.
Dal punto di vista etimologico si considera valida l'ipotesi che la parola quintana derivi dal francese quintaine o dalla parola latina quintus.
Riferire l'origine alle storia romana trova giustificazione nell'abitudine dei legionari di allenarsi, con la spada o con il giavellotto, a colpire un palus, alto circa 6 piedi, ancorato al terreno della strada dell'accampamento destinata al mercato ed alle esercitazioni militari; tale strada era la via quintana, divideva il quinto ed il sesto manipolo e da cui deriverebbe il nome della competizione.
Gli Statuti Ascolani redatti nel 1377, stampati nel 1496, assicurano che già allora fosse consolidata abitudine che questo torneo concludesse la giornata del 5 agosto in cui si tenevano i festeggiamenti in onore di Sant'Emidio. Questi fondamentali documenti ci restituiscono con una estrema vividezza quanto avveniva in questa occasione che doveva essere solennizzata "con solempnità de jochi et de balli, alegramente". In onore del Patrono doveva, tra le altre cose, essere portato un pallium, ossia un tessuto di velluto.
Anticamente la Quintana si svolgeva in Piazza Arringo e vi partecipavano i cavalieri della oligarchia magnatizia cittadina ed anche altri, pervenuti da diverse località, su invito degli ascolani. L'epoca esatta di origine di questo e degli altri giochi nella città di Ascoli è ignota, tuttavia la presenza di una scultura ascrivibile al XIII secolo collocata sulla facciata di un edificio di origine medievale nella parte orientale di Corso Mazzini, raffigurante un combattimento di due cavalieri che si affrontano con due lance, offre la suggestione che già nel Duecento ad Ascoli vi fosse una tradizione consolidata di giochi equestri.
La quintana faceva parte di una serie di giochi "apparecchiati" in occasione delle feste patronali, di cui costituivano l'elemento civile e ludico di maggiore interesse. Le cronache ci riferiscono infatti che la mattina del 5 agosto era dedicata alle varie funzioni religiose, mentre nel pomeriggio venivano allestiti tali giochi, che interessavano sia la piazza che la città. Le gare erano aperte dalla giostra dell'anello, che si disputava tra cavalieri a cavallo che, dopo una lizza al galoppo, avrebbero dovuto infilare, con una lancia, un anello appeso ad una catenina, fissata ad un palo posto in mezzo alla piazza. Esso era in argento, dal peso di quattro once e dal diametro di 10 cm circa, e costituiva anche il premio per il vincitore. Questa giostra fu disputata almeno fino al 1541.
Piazza Arringo era il luogo dove si concludeva anche la corsa, che fu peraltro la manifestazione che si svolse con maggiore continuità nei secoli, arrivando alle soglie della II guerra mondiale, quando venne definitivamente sospesa, poiché ritenuta eccessivamente pericolosa. La "mossa" veniva data a Porta Romana e i cavalli percorrevano per intero il Corso (che derivò il suo nome proprio da tali gare), terminato il quale, svoltavano per dirigersi verso la piazza dove era collocato il traguardo, costituito da un pregiato drappo di velluto, premio per chi lo avesse toccato per primo. Analogamente alla quintana dunque, anche in questo caso il premio era un drappo di velluto rosso cremisi, in omaggio al martire Emidio, acquistato dal Comune ascolano sui maggiori mercati italiani. La corsa dei cavalli risulta inoltre essere quella che ci ha restituito i maggiori documenti, sui quali è possibile leggere, quasi annualmente e soprattutto relativamente al Cinquecento, i nomi dei cavalli, dei cavalieri, ed anche i vari componimenti poetici che venivano composti in loro onore.
Ai giochi riservati all'aristocrazia si affiancava anche la corsa a piedi, riservata ai ceti popolari, che aveva come premio finale, per i primi tre posti, un maiale, uno scudo ed una spada.
L'antica Quintana, sospesa in un anno imprecisato del XVI secolo, è stata ripresa, nella sua edizione moderna, nel 1955 quando, dopo un periodo di assenza della disputa dei giochi a cavallo in onore di Sant'Emidio, durato solo qualche decennio dall'ultima edizione della corsa al Palio, ebbe nuovamente luogo su iniziativa di storici come Carlo Cardarelli, Carlo Baiocchi, Giuseppe Fabiani, dello scenografo Danilo Ciampini, del professore Alberto Costantini, di Giulio Franchi, Aldighiero Batini, Nazzareno Peci ed Alvaro Pespani. Le prime due edizioni si svolsero il 5 agosto, così come avveniva dal Medioevo, successivamente fu presa la decisione di collocarla la prima domenica di agosto.
Ogni edizione ha visto l'aggiungersi di nuovi costumi e nuove figure fino a raggiungere l'attuale composizione (più di 1500 figuranti) dell'imponente e sfarzoso corteo storico che precede le due giostre e che si muove, con il passo cadenzato dell'antica arte militare, accompagnato, per tutto il percorso della sfilata, dallo squillo delle chiarine, dal rullo dei tamburini e dagli sbandieratori che si esibiscono quasi ininterrottamente lungo il percorso di sfilata.

## Il Corteo

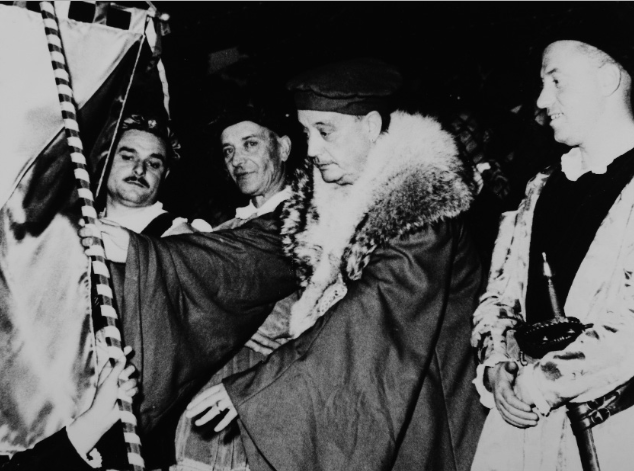
Il sindaco della città, Serafino Orlini, presiede la prima riedizione della Quintana, nel 1955

Il corteo storico della Quintana, di dimensioni imponenti, è costituito da circa 1.400 figuranti che sfilano indossando costumi ispirati al XV secolo, in ricordo degli Statuti Ascolani, del 1377, che ne disciplinano e ne citano la consuetudine. Partecipano le massime autorità cittadine, la Giunta Comunale ed il Sindaco che impersona il ruolo del Magnifico Messere, colui che un tempo era "il capo" della città stessa. Si aggiungono dame, damigelle, nobili, paggi, armigeri, musici, sbandieratori, arcieri, balestrieri, consoli ed altri personaggi appartenenti ai singoli sestieri. Sono presenti le rappresentanze delle Terre e dei Castelli del circondario ascolano che aderirono ai patti di alleanza con Ascoli.
I "quintanari" si distinguono per ruoli sociali e per appartenenza ai sestieri in base al colore dei loro abbigliamento. Ogni sestiere utilizza cromie diverse e la ricchezza ed i particolari degli abiti differenziano la posizione sociale nella realtà cittadina.
L’eleganza dei costumi trae origine dalle accurate rappresentazioni degli artisti che operarono ad Ascoli nel Quattrocento, primo fra tutti Carlo Crivelli. Alcuni degli abiti portano la firma di alcuni stilisti italiani molto noti come Pizzi, Guidetti e Martini. Insieme con i Palii, la gran parte dei costumi è conservata presso le sedi dei Sestieri, una piccola parte è nella sede dell’ufficio Quintana al piano terra del palazzo dell'Arengo, visitabile.
Alle 14.30 (le 19.30 a luglio), dopo che i figuranti si sono ammassati, la sfilata prende avvio da Piazza Ventidio Basso, verso cui giungono in sfilata dalle rispettive sedi i Sestieri, per dirigersi verso il Campo dei Giochi, percorrendo alcune delle strade più importanti del centro storico della città. I figuranti attraversano Via Cairoli, Via del Trivio, Corso Mazzini, Piazza del Popolo, Via Cino del Duca, Corso Trento e Trieste, piazza Arringo e Corso Vittorio Emanuele, fino a giungere, dopo un percorso di poco meno di 1,5 km, al Campo dei Giochi, dove essi effettuano un giro di campo fino ad attestarsi sul campo di gara.
La sfilata è aperta, come di consuetudine, dal Gruppo Comunale, nel personaggio del Capitano del Popolo, seguito dal gonfalone, dal Mossiere e dal Provveditore di Campo. Giunto in Piazza del Popolo, il corteo si ferma momentaneamente, mentre il portone del Palazzo dei Capitani si apre, per far uscire il Palio che verrà assegnato al vincitore; subito dopo si aggiungono al corteo il Magnifico Messere, gli Anziani, impersonati da alcuni assessori e consiglieri comunali in carica, i quattro nobili accompagnati da altrettante nobildonne in rappresentanza dei quattro quartieri in cui era suddivisa la città, secondo gli Statuti. Tali figure sino al 2016 erano sostituite da quelle di Sant'Orsola e della Maddalena, personaggi fedelmente ripresi da due polittici crivelleschi. Essi attendono l'arrivo della testa del corteo dall'interno del cortile. Una volta posizionati all'interno del corteo, questo riprende con i musici e gli armati del Gruppo Comunale. Successivamente seguono le delegazioni dei Castelli e delle Terre soggetti ad Ascoli, anche questi rappresentati dalle autorità in carica. Dopo il Gruppo Comunale, prendono parte al corteo storico i castelli di Acquasanta Terme, Arquata del Tronto, Castorano, Folignano, Monte Passillo, Monte San Pietrangeli, Montegallo, Montemonaco, Monteprandone, Patrignone, Porchia, Ripaberarda, Roccafluvione, Venarotta. Successivamente poi sfilano tutti i sestieri della città secondo l'ordine della classifica dell'ultima edizione della Giostra.

## La Lettura del Bando di Sfida
Questa consuetudine trova la sua origine nel periodo medioevale, quando la "lettura del bando", per le vie della città, serviva ad annunciare l'inizio dello svolgersi delle solenni celebrazioni per le festività del Santo Patrono.
Nelle celebrazioni attuali, la lettura prima della Giostra della Tradizione (quella di Agosto che si corre in onore del patrono Sant'Emidio) si tiene nel pomeriggio della festa calendariale di Sant'Anna, 26 luglio, quando cominciano i festeggiamenti civili e religiosi in onore di sant'Emidio.
Il banditore, accompagnato da un corteo formato dai musici del Gruppo Comunale e dai gonfaloni dei sei Sestieri, che muove dal cortile del palazzo dell'Arengo alle 19.00, legge ad alta voce il testo del bando, prima in piazza Arringo, successivamente il piccolo corteo raggiunge Piazza del Popolo, dove viene compiuto lo stesso gesto.
Tale cerimonia avviene anche per l'edizione della Quintana di luglio, nelle stesse modalità, il primo sabato di luglio, esattamente una settimana prima della giostra.
Il testo del Bando di Sfida è scritto negli Statuti di Ascoli dell'anno 1377 nel II Libro, Rubrica VI e recita:
«Per reverentia et devotione de quillo che prega Dio ad omne hora per salute et defensione del comune et de lu populo d'Asculi, per lu presente devotissimo decreto havemo statuito et ordinato che lu capitanio et antiani de lu populo de la dicta ciptà, per vigore de lu loro dato juramento et ad pena de cinquanta libre per ciascuno de loro, siano tenuti et debiano omne anno del mese de augusto, per veneratione et honore de la festa de lu beato Emindio martiro et confessore, patrone, protectore et defensore de lu commune et de lu populo d'Asculi, comandare ad tucti et singuli gentili homini et acti ad jocare con l'aste et armigiare ad cavallo et ad tucti capitanj overo consuli de le arte de la dicta ciptà che se apparechie a lu modo usato ad celebrare et honorare la dicta festa et che honore con reverentia epsa festa, con solempnità de jochi et de balli, alegramente, a la pena da imponerse per ipso capitanio, la quale la faccia scotere per lu comune contra qualunqua che lu desprezasse overo non obedesse»

## L'Offerta dei Ceri

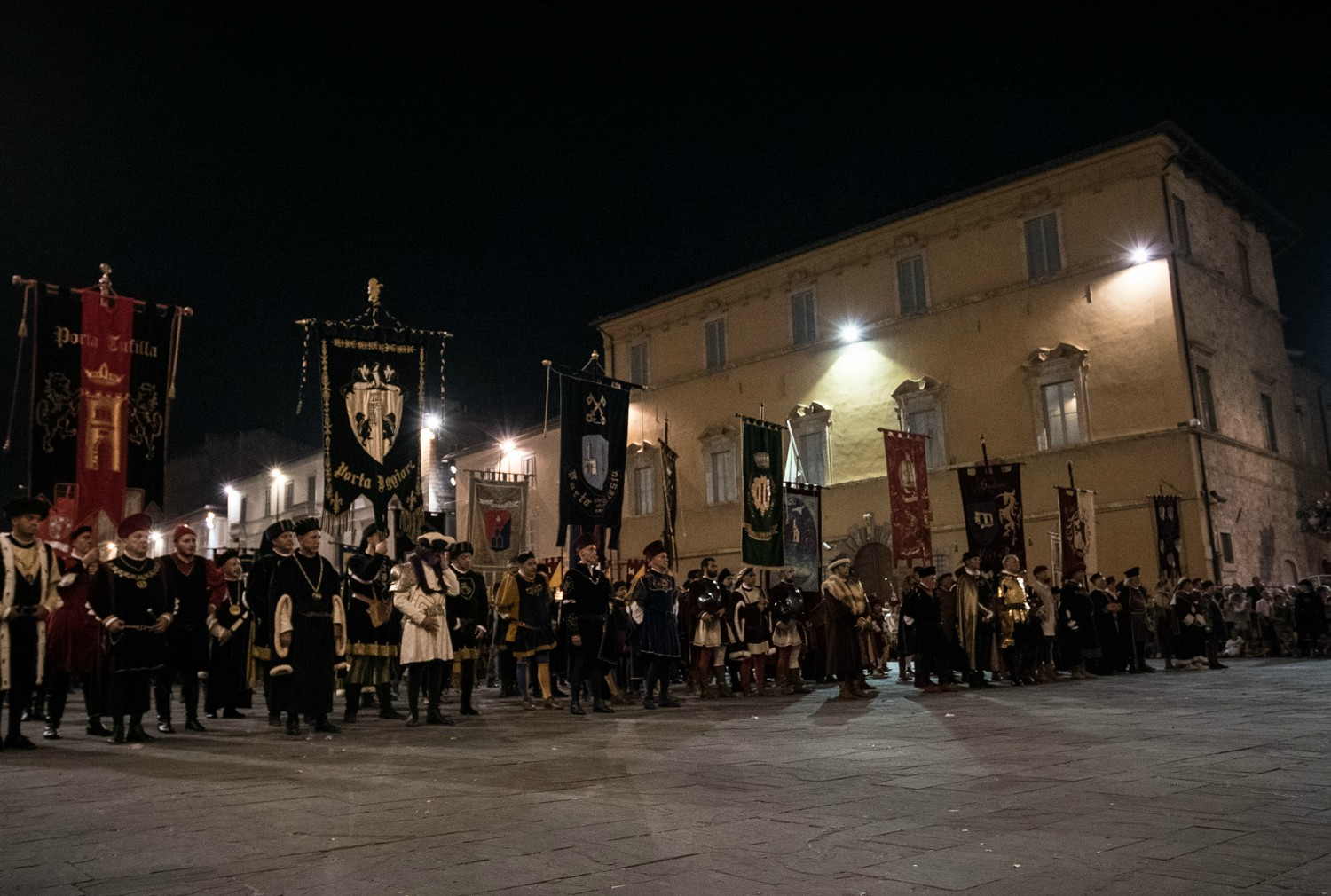
La suggestiva e caratteristica cerimonia dell'Offerta dei Ceri

La cerimonia dell'"offerta dei ceri" si tiene sul sagrato della cattedrale di Sant'Emidio, in piazza Arringo. Ha luogo nel tardo pomeriggio del giorno che precede la Giostra della Quintana e nel suo svolgimento è tirato a sorte l'ordine di gara dei cavalieri che parteciperanno, il giorno successivo, alla giostra nel campo.
Il corteo che presiede questo evento si avvia dal chiostro Maggiore di San Francesco, nei pressi di piazza del Popolo.  Questo si compone delle autorità cittadine con a capo il Magnifico Messere, preceduti dai musici ed il gonfalone civico, dai valletti e dal palio destinato al vincitore. A seguire i notabili, i banditori, il Maestro di Campo e gli armigeri, tutte le delegazioni dei Castelli e delle Terre con i loro gonfaloni, le rappresentanze di tutti i Sestieri cittadini precedute ognuna dal cavaliere giostrante con il cavallo ed i Consoli.
Il corteo, una volta giunto alle soglie del sagrato del duomo attende l'uscita del vescovo e del Capitolo dei Canonici che avviano la cerimonia.
L'inizio solenne dei musici reca il saluto, poi ogni Sestiere, il Comune e tutte le categorie degli antichi mestieri offrono, per mano dei valletti, mazzi di ceri al Vescovo che saranno utilizzati durante tutto l'anno per essere arsi sulla tomba del santo patrono.
Il "cero grosso", quello che per tradizione è il più grande di tutti, è regalato del Comune in nome della cittadinanza.
Terminata l'offerta dei ceri, il vescovo benedice i cavalieri ed il palio, subito dopo il banditore da lettura del proclama che annuncia ufficialmente il torneo della Quintana.
Questa cerimonia si conclude con la designazione dell'ordine di uscita dei cavalieri giostranti seguendo l'antico rituale di scrivere i nomi dei Sestieri su bigliettini di carta che, una volta arrotolati, sono raccolti all'interno dell'elmo del Capitano degli Armigeri. Secondo il Regolamento il Provveditore di Campo ne cura l'estrazione. A garanzia dell'onesto e trasparente svolgimento di questa operazione vi sono il Magnifico Messere, il Capitano degli Armigeri ed il Mossiere.
La traduzione degli Statuti Ascolani, del 1377, descrive questa cerimonia come un corteo che si avviava verso la cattedrale ascolana, partendo dal palazzo dei Capitani, in piazza del Popolo.
Aprivano la sfilata i valletti seguiti dai musici con il gonfalone, si incolonnavano in successione gli Anziani, i Consiglieri dell'Ordine, i Rettori, gli Ufficiali, i rappresentanti delle corporazioni delle 12 Arti quali medici, avvocati, mercanti, cacciatori, pellicciai, calzolai, muratori, ebanisti, lapicidi, tessitori, ferrai, sarti, tutti con i ceri accesi, ed infine il popolo.

## Il saluto alla Madonna della Pace
Analogamente a quanto avviene per la giostra agostana, anche nell'edizione di luglio vi è un altro atto dalla forte connotazione religiosa. Il giorno precedente l'edizione notturna di luglio si tiene infatti il "Saluto alla Madonna della Pace", una cerimonia alla quale partecipano i medesimi figuranti dell'Offerta dei Ceri, con l'esclusione dei rappresentanti dei Castelli. Il corteo prende avvio dall'interno del palazzo dell'Arengo in piazza Arringo e dopo aver attraversato Corso Trento e Trieste, piazza del Popolo e corso Mazzini, giunge in piazza Sant'Agostino, dove, sul sagrato della chiesa omonima e al cospetto del suo rettore e delle magistrature comunali, dopo le grida del mossiere, assistono alla lettura del bando e all'estrazione dell'ordine di gara.

## Il Palio
Il Palio è il premio che riceve il cavaliere vincitore della giostra della Quintana. Esso consiste in uno stendardo realizzato in ricercato tessuto dipinto che, dopo la consegna, è conservato nella sede del sestiere vincitore. Come da consuetudine viene esposto, successivamente alla sua presentazione, nei giorni che precedono il torneo nel cortile interno del palazzo dei Capitani, da dove viene prelevato per ciascuno dei cortei.
La storia di questo trofeo riconduce ai tempi compresi tra il medioevo e l'età rinascimentale quando questo premio era un drappo di grandi dimensioni di tessuto pregiato da cui poter confezionare cotte, tende, tovaglie, abiti. Dal 1800 in poi si consolidò l'uso di assegnare al primo classificato uno stendardo dipinto. All'interno della Pinacoteca Civica di Ascoli ad esempio sono custoditi alcuni bozzetti disegnati da Giulio Gabrielli, (1832-1910), per il Palio di Sant'Emidio.
Nella Quintana dell'era moderna esso è stato realizzato da importanti artisti del panorama artistico italiano ed internazionale. Dal 1955 al 1973 i Palii furono dipinti ininterrottamente dall'ascolano Giuseppe Rosati, successivamente esso è stato realizzato tra gli altri da Nespolo, Galliani, Pericoli, Trubbiani. Solitamente a luglio la realizzazione viene affidata mediante un bando, mentre per l'edizione agostana l'artista viene invitato direttamente dal Comune.

## La Giostra

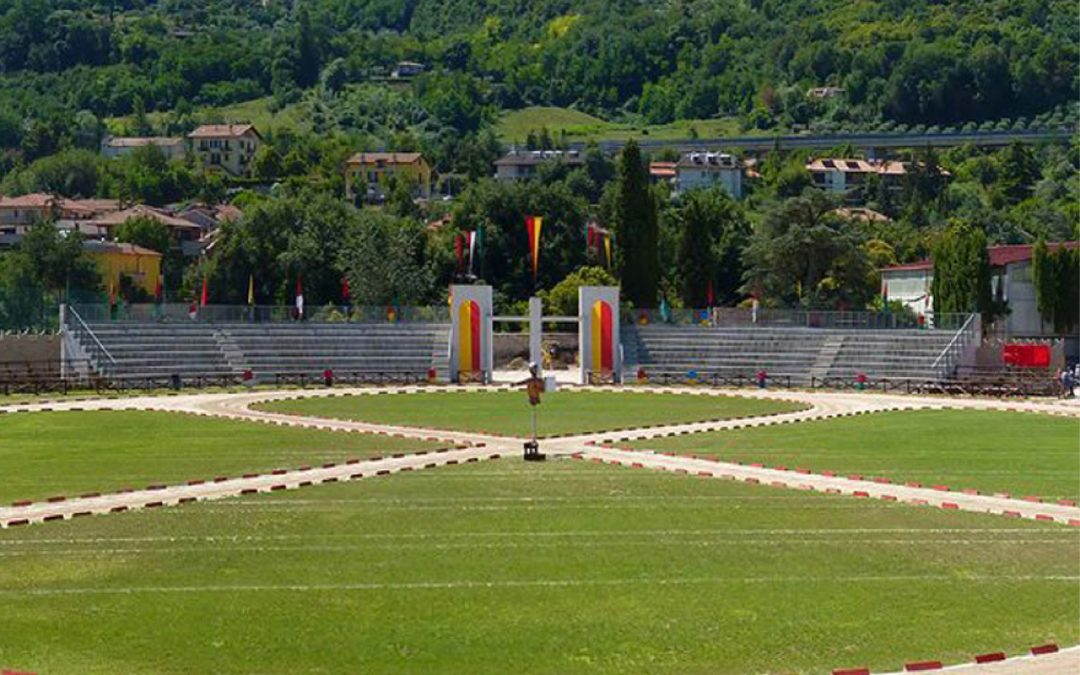
Il Campo de li Jochi de Ponte Majore

Essa si tiene all'interno del terreno del campo di gara allestito presso lo stadio Squarcia, situato tra Forte Malatesta e la chiesa di San Vittore. Consiste in una disputa di cavalieri a cavallo, i quali percorrendo, per tre tornate, la pista del campo, devono colpire con la lancia il bersaglio posto sul braccio sinistro del saraceno, detto anche moro, posto all'intersezione nord delle diagonali. Il bersaglio da colpire è posizionato sullo scudo fissato al braccio sinistro del busto, mentre sul braccio destro, originariamente era posto un flagello. Partecipano tutti i cavalieri dei Sestieri ascolani e competono tra loro gareggiando uno alla volta. Prima dell'inizio della gara i sei cavalieri giostranti percorrono un giro di campo e sostano sotto il palco del Magnifico Messere per porgere il saluto alle dame. Queste annodano un fazzoletto, con i colori del Sestiere di appartenenza, all'asta del cavaliere che avrà cura di annodarlo al braccio, ed indossarlo per tutto lo svolgimento della gara, quale segno di buon auspicio.
I cavalieri giostranti, già dal punto di partenza, lanciano al galoppo sfrenato i loro cavalli e compiono la tornata. La loro abilità sta nel colpire il bersaglio cercando di realizzare più centri possibili impiegando il minor tempo. 
Il percorso di gara si sviluppa in due corsie costituite dalle diagonali del campo e raccordate tra loro su due fronti opposti, creando una pista sul terreno, composta da una particolare miscela di sabbia, a forma di otto. La lunghezza del percorso misura 720 metri, ed è delimitata da siepi a cordoli che formano quattro "gocce" di erba.
Nelle prime edizioni dell'era moderna se il cavaliere era troppo lento nella corsa all'assalto il saraceno, avvitandosi a seguito della spinta ricevuta dalla lancia, lo colpiva alle spalle col flagello.
Il bersaglio è ripartito in cinque aree concentriche che assegnano punteggi diversi, decrescenti verso l'esterno.
Il centro vale 100 punti, a seguire 80, 60, 40 e 20 punti. Il totale del risultato realizzato da ogni cavaliere è computato sommando i punteggi ottenuti nei tre assalti al saraceno ed aggiungendo anche la conversione, in punti, dei secondi utilizzati per compiere la tornata. Prendendo ad esempio come tempo base 60 secondi, esso è pari ad un valore di 200 punti, a cui vanno sommati o sottratti 2 punti per ogni decimo in più o in meno che si impiega per coprire il percorso. Chi ottiene il punteggio maggiore, che pertanto è il risultato del punteggio al tabellone combinato con quello abbinato al tempo viene proclamato vincitore e si aggiudica il Palio, consegnato dalle mani dal Magnifico Messere.
Il record della pista in una singola tornata è di 48.6 secondi, ottenuto da Massimo Gubbini su Trentino, per il Sestiere di Porta Tufilla, nell'edizione di agosto 2022.
Durante lo svolgimento della gara possono essere assegnate le seguenti penalità:
- se il cavaliere sostituisce il cavallo viene penalizzato di 60 punti;
- se il cavaliere perde la lancia durante l'assalto è tornata nulla e perde il punteggio della tornata;
- se il cavallo durante il galoppo sposta la delimitazione del percorso al cavaliere viene applicata una penalità di 30 punti;
- se il cavallo oltrepassa i cordoli della corsia di gara con almeno 2 zoccoli al cavaliere viene applicata una penalità di 30 punti, se invece il cavaliere oltrepassa i cordoli della corsia di gara con tutti e 4 gli zoccoli è tornata nulla e il cavaliere perde il punteggio della tornata.

### Albo delle vittorie[2]
| Sestiere       | Numero Palii | Colori         |
| -------------- | ------------ | -------------- |
| Porta Solestà  | 38           | Giallo e Blu   |
| Piazzarola     | 18           | Bianco e Rosso |
| Porta Romana   | 18           | Rosso e Blu    |
| Porta Tufilla  | 12           | Rosso e Nero   |
| Sant’Emidio    | 11           | Rosso e Verde  |
| Porta Maggiore | 2            | Nero e Verde   |

| Edizione                         | Sestiere       | Cavaliere            | Cavallo         |
| -------------------------------- | -------------- | -------------------- | --------------- |
| 1955                             | Porta Tufilla  | Giovanni Castelli    | Dora            |
| 1956                             | Porta Romana   | Luigi Civita         | Farfalla        |
| 1957                             | Sant'Emidio    | Eugenio Santoni      | Farfalla        |
| 1958                             | Porta Solestà  | Marcello Formica     | Piccolo         |
| 1959                             | Porta Solestà  | Marcello Formica     | Piccolo         |
| 1960                             | Piazzarola     | Angelo De Angelis    | Soraya          |
| 1960 (Olimpiadi)                 | Porta Romana   | Luigi Civita         | Zorro           |
| 1961                             | Piazzarola     | Angelo De Angelis    | Soraya          |
| 1962                             | Piazzarola     | Angelo De Angelis    | Soraya          |
| 1963                             | Porta Solestà  | Marcello Formica     | Briosa          |
| 1964                             | Porta Solestà  | Marcello Formica     | Briosa          |
| 1965                             | Porta Romana   | Gino Ricci           | Leocorno        |
| 1966                             | Porta Solestà  | Marcello Formica     | Briosa          |
| 1967                             | Porta Solestà  | Marcello Formica     | Stefania        |
| 1968                             | Porta Tufilla  | Paolo Giusti         | Draghetto       |
| 1969                             | Porta Tufilla  | Paolo Giusti         | Draghetto       |
| 1970                             | Porta Solestà  | Marcello Formica     | Stellina        |
| 1971                             | Sant'Emidio    | Gianfranco Ricci     | Omar            |
| 1972                             | Sant'Emidio    | Gianfranco Ricci     | Omar            |
| 1973                             | Sant'Emidio    | Gianfranco Ricci     | Tamara          |
| 1974                             | Sant'Emidio    | Gianfranco Ricci     | Tamara          |
| 1975                             | Porta Solestà  | Marcello Formica     | Stellina        |
| 1976                             | Sant'Emidio    | Gianfranco Ricci     | Tamara          |
| 1977                             | Piazzarola     | Mario Giacomoni      | Selmonson       |
| 1978                             | Sant'Emidio    | Gianfranco Ricci     | Tamara          |
| 1979                             | Porta Maggiore | Pierpaolo Placci     | Pantera         |
| 1980                             | Porta Romana   | Massimo Montefiori   | Husta           |
| 1981                             | Porta Romana   | Massimo Montefiori   | Husta           |
| 1982                             | Porta Maggiore | Pierpaolo Placci     | Corunas         |
| 1983                             | Piazzarola     | Gianni Vignoli       | Urso            |
| 1984                             | Sant'Emidio    | Gianfranco Ricci     | Piccolo Fiore   |
| 1985                             | Sant'Emidio    | Gianfranco Ricci     | Piccolo Fiore   |
| 1986                             | Porta Tufilla  | Gian Luigi Poggiali  | Borghesia       |
| 1987                             | Piazzarola     | Gianni Vignoli       | Borghesia       |
| 1988                             | Porta Romana   | Massimo Montefiori   | Blu tresor      |
| 1989                             | Piazzarola     | Gianni Vignoli       | Borghesia       |
| 1990                             | Piazzarola     | Gianni Vignoli       | Borghesia       |
| 1991                             | Piazzarola     | Gianni Vignoli       | Borghesia       |
| 1992                             | Piazzarola     | Gianni Vignoli       | Borghesia       |
| 1993                             | Porta Solestà  | Paolo Margasini      | Renè            |
| 1994 (Quarantennale)             | Porta Solestà  | Paolo Margasini      | Renè            |
| 1994                             | Porta Solestà  | Paolo Margasini      | Renè            |
| 1995                             | Porta Solestà  | Paolo Margasini      | Renè            |
| 1996                             | Piazzarola     | Gianni Vignoli       | Flower Bud      |
| Luglio 1997 (Lotteria Nazionale) | Sant'Emidio    | Franco Melosso       | Denny           |
| Agosto 1997                      | Porta Solestà  | Paolo Margasini      | Renè            |
| Luglio 1998 (Lotteria Nazionale) | Porta Solestà  | Paolo Margasini      | Renè            |
| Agosto 1998                      | Sant'Emidio    | Franco Melosso       | Denny           |
| Luglio 1999                      | Porta Solestà  | Paolo Margasini      | Renè            |
| Agosto 1999                      | Porta Solestà  | Paolo Margasini      | Renè            |
| Luglio 2000                      | Porta Solestà  | Paolo Margasini      | My Gems         |
| Agosto 2000                      | Piazzarola     | Luca Veneri          | Flower Bud      |
| Luglio 2001                      | Piazzarola     | Luca Veneri          | Flower Bud      |
| Agosto 2001                      | Piazzarola     | Luca Veneri          | Flower Bud      |
| Luglio 2002                      | Porta Solestà  | Willer Giacomoni     | Tiepolo IV      |
| Agosto 2002                      | Piazzarola     | Luca Veneri          | Ambranna        |
| Luglio 2003                      | Porta Romana   | Emanuele Capriotti   | Atlanda         |
| Agosto 2003                      | Porta Romana   | Francesco Scattolini | Runa            |
| Luglio 2004                      | Porta Romana   | Emanuele Capriotti   | Atlanda         |
| Agosto 2004 (Cinquantennale)     | Piazzarola     | Luca Veneri          | Ambranna        |
| Luglio 2005                      | Porta Romana   | Emanuele Capriotti   | Atlanda         |
| Agosto 2005                      | Porta Romana   | Emanuele Capriotti   | Atlanda         |
| Luglio 2006                      | Porta Romana   | Emanuele Capriotti   | Atlanda         |
| Agosto 2006                      | Piazzarola     | Luca Veneri          | Sbottonata      |
| Luglio 2007                      | NON ASSEGNATO  | NON ASSEGNATO        | NON ASSEGNATO   |
| Agosto 2007                      | Porta Romana   | Emanuele Capriotti   | Runa            |
| Luglio 2008                      | Porta Tufilla  | Massimo Gubbini      | Runa            |
| Agosto 2008                      | Porta Tufilla  | Massimo Gubbini      | Runa            |
| Luglio 2009                      | Piazzarola     | Luca Veneri          | Golden Open     |
| Agosto 2009                      | Porta Tufilla  | Massimo Gubbini      | Eevee           |
| Luglio 2010                      | Porta Solestà  | Luca Innocenzi       | Dorilas         |
| Agosto 2010                      | Porta Solestà  | Luca Innocenzi       | Dorilas         |
| Luglio 2011                      | Porta Solestà  | Luca Innocenzi       | Dorilas         |
| Agosto 2011                      | Porta Solestà  | Luca Innocenzi       | Dorilas         |
| Luglio 2012                      | Porta Tufilla  | Massimo Gubbini      | Skippin Dancin' |
| Agosto 2012                      | Porta Solestà  | Luca Innocenzi       | Dorilas         |
| Luglio 2013                      | Porta Romana   | Emanuele Capriotti   | Amaldra         |
| Agosto 2013                      | Porta Romana   | Emanuele Capriotti   | Amaldra         |
| Luglio 2014                      | Porta Solestà  | Luca Innocenzi       | Dorilas         |
| Agosto 2014                      | Porta Solestà  | Luca Innocenzi       | Dorilas         |
| Luglio 2015                      | Porta Solestà  | Luca Innocenzi       | Try Your Luck   |
| Agosto 2015                      | Porta Solestà  | Luca Innocenzi       | Try Your Luck   |
| Luglio 2016                      | Porta Tufilla  | Massimo Gubbini      | Bill Exhibition |
| Agosto 2016                      | Porta Romana   | Fabio Picchioni      | Genoria         |
| Luglio 2017                      | Porta Solestà  | Luca Innocenzi       | Try Your Luck   |
| Agosto 2017                      | Porta Solestà  | Luca Innocenzi       | Try Your Luck   |
| Luglio 2018                      | Porta Tufilla  | Massimo Gubbini      | West Grove      |
| Agosto 2018                      | Porta Solestà  | Luca Innocenzi       | Love Story      |
| Luglio 2019                      | Porta Solestà  | Luca Innocenzi       | Love Story      |
| Agosto 2019                      | Porta Romana   | Lorenzo Melosso      | Nata's Jam      |
| Luglio 2020                      | NON DISPUTATO  | NON DISPUTATO        | NON DISPUTATO   |
| Agosto 2020                      | NON DISPUTATO  | NON DISPUTATO        | NON DISPUTATO   |
| Luglio 2021                      | Porta Solestà  | Luca Innocenzi       | Love Story      |
| Agosto 2021                      | Porta Tufilla  | Massimo Gubbini      | Trentino        |
| Luglio 2022                      | Porta Tufilla  | Massimo Gubbini      | Trentino        |
| Agosto 2022                      | Porta Solestà  | Luca Innocenzi       | Kathy Way       |
| Luglio 2023                      | Porta Solestà  | Luca Innocenzi       | Kathy Way       |
| Agosto 2023                      | Porta Romana   | Lorenzo Melosso      | Magic Strike    |
| Luglio 2024                      | Porta Solestà  | Luca Innocenzi       | Kathy Way       |
| Agosto 2024                      | Porta Solestà  | Luca Innocenzi       | Kathy Way       |
| Luglio 2025                      | Porta Solestà  | Luca Innocenzi       | Aube Boreale    |
| Agosto 2025                      | Porta Solestà  | Luca Innocenzi       | Aube Boreale    |

## Il Palio degli Sbandieratori e Musici
La partecipazione dei gruppi di sbandieratori alla Quintana è legato anche in questo caso alle solenni feste religiose in cui si svolgeva il "Ballo della 'nzegna", la cui tradizione nel Piceno si fa risalire almeno al Cinquecento.
Gli sbandieratori sono uno degli elementi fondamentali di questa rievocazione storica, per il loro livello qualitativo e per la loro presenza numerica. Oltre che nelle gare a loro dedicate essi partecipano esibendosi anche durante il corteo storico e, come detto in precedenza, in un suggestivo numero collettivo al campo dei giochi. La competizione tra gli sbandieratori dei sei Sestieri cittadini ebbe inizio nel 1989 e fu inizialmente ospitata in piazza del Popolo, a partire dall’edizione del 2004 il nuovo scenario divenne piazza Arringo.
La gara degli sbandieratori si tiene il sabato e domenica precedenti la giostra di luglio, e si articola nelle seguenti specialità: “Singolo”, “Coppia”, “Piccola Squadra” (da 4 a 6 sbandieratori) e “Grande Squadra e Musici” (da 8 a 16 sbandieratori). Le singole esibizioni sono giudicate da una giuria formata da giudici della Federazione Italiana Sbandieratori (FISB). La specialità dei musici è stata introdotta nell'ambito delle gare cittadine a partire dal 2004. Essi partecipano attivamente al numero e non si limitano ad accompagnare gli sbandieratori con i suoni di tamburi e chiarine, ma propongono una vera e propria coreografia studiata con gli sbandieratori stessi, e questo rende la specialità della Grande Squadra la più suggestiva e scenografica della gara, oltre che la più attesa dal pubblico. I musici, così come gli sbandieratori, sono valutati su molteplici aspetti come la scenografia, il sincronismo e la pulizia del suono.
Al termine di ogni specialità viene stilata la classifica, poi le varie classifiche delle diverse specialità compongono la classifica combinata finale. Vince il Palio il sestiere che si classifica al primo posto della classifica combinata finale.
Il grado di destrezza raggiunto nel corso degli anni è così elevato che essi primeggiano anche nei campionati nazionali organizzati ogni anno dalla Federazione, tanto che il Sestiere di Porta Solestà ha vinto il titolo di Campione d'Italia nel 2005 e nel 2013, e vari titoli nelle singole specialità. L'altissimo livello raggiunto dagli sbandieratori ascolani, oltre che la tradizione storica legata alla Quintana, hanno inoltre portato la città di Ascoli ad essere sede per quattro volte dei Campionati Italiani Serie A1 (Tenzone Aurea), nel 2004, 2013, 2017 e 2024. Nel 2004, 2022 e 2024 la città ha anche ospitato i Campionati di Serie A2 (Tenzone Argentea).

### Albo delle vittorie[3]
| Sestiere       | Numero Palii | Colori         |
| -------------- | ------------ | -------------- |
| Porta Solestà  | 22           | Giallo e Blu   |
| Porta Romana   | 7            | Rosso e Blu    |
| Porta Tufilla  | 4            | Rosso e Nero   |
| Porta Maggiore | 1            | Nero e Verde   |
| Piazzarola     | 0            | Bianco e Rosso |
| Sant'Emidio    | 0            | Rosso e Verde  |

| Edizione | Sestiere       |
| -------- | -------------- |
| 1989     | Porta Solestà  |
| 1990     | Porta Solestà  |
| 1991     | Porta Tufilla  |
| 1992     | Porta Solestà  |
| 1993     | Porta Solestà  |
| 1994     | Porta Tufilla  |
| 1995     | Porta Tufilla  |
| 1996     | Porta Solestà  |
| 1997     | Porta Solestà  |
| 1998     | Porta Solestà  |
| 1999     | Porta Solestà  |
| 2000     | Porta Solestà  |
| 2001     | Porta Solestà  |
| 2002     | Porta Tufilla  |
| 2003     | Porta Solestà  |
| 2004     | Porta Solestà  |
| 2005     | Porta Solestà  |
| 2006     | Porta Solestà  |
| 2007     | Porta Solestà  |
| 2008     | Porta Solestà  |
| 2008     | Porta Solestà  |
| 2010     | Porta Solestà  |
| 2011     | Porta Romana   |
| 2012     | Porta Romana   |
| 2013     | Porta Solestà  |
| 2014     | Porta Romana   |
| 2015     | Porta Romana   |
| 2016     | Porta Romana   |
| 2017     | NON DISPUTATO  |
| 2018     | Porta Romana   |
| 2019     | Porta Solestà  |
| 2020     | NON DISPUTATO  |
| 2021     | NON DISPUTATO  |
| 2022     | Porta Romana   |
| 2023     | Porta Solestà  |
| 2024     | Porta Maggiore |
| 2025     | Porta Solestà  |

## Il Palio degli Arcieri
Il periodo quintanaro contempla anche la gara di abilità tra gli arcieri dei sei Sestieri. Teatro di questa imperdibile prova di precisione e freddezza è il Campo dei Giochi di “Ponte Majore”. La competizione venne istituita la prima volta come una tantum nel 1992, poi dal 1995 non ha più avuto interruzioni. Il battesimo della “Freccia d’oro” avvenne in piazza del Popolo, poi il campo di gara è cambiato più volte, ma è sempre stato allestito in altri luoghi incantevoli della città quali il Chiostro maggiore di San Francesco, piazza Sant’Agostino e piazza Arringo. 
Nel 2004 venne introdotta la competizione a squadre in cui ogni Sestiere schiera tre elementi. Le prove a cui si sottopongono gli arcieri sono: il “tiro allo scudo”, il “tiro al bastone”, il “tiro alle tavole” e il “tiro al pendolo”. Vince il Palio il sestiere che riesce a totalizzare il punteggio più alto dopo le prove previste. Al termine di esse viene stilata la classifica dei migliori otto arcieri che a seguire prenderanno parte ad un’ulteriore sfida per aggiudicarsi la “Brocca d’oro”, il trofeo che sarà vinto dal miglior arciere singolo.
La gara degli arcieri si svolge solitamente nella serata del 26 luglio.
La particolarità della competizione è che vengono utilizzati archi in legno privi di mirini e contrappesi.

### Albo delle vittorie[4]
| Sestiere       | Numero Palii | Colori         |
| -------------- | ------------ | -------------- |
| Sant'Emidio    | 10           | Rosso e Verde  |
| Porta Tufilla  | 9            | Rosso e Nero   |
| Porta Solestà  | 6            | Giallo e Blu   |
| Porta Romana   | 3            | Rosso e Blu    |
| Piazzarola     | 2            | Bianco e Rosso |
| Porta Maggiore | 1            | Nero e Verde   |

| Edizione | Sestiere       | Arciere             |
| -------- | -------------- | ------------------- |
| 2004     | Porta Solestà  | Emilio D'Angelo     |
| 2005     | Porta Tufilla  | Claudio Scoppa      |
| 2006     | Porta Solestà  | Alighiero Pignoloni |
| 2007     | Piazzarola     | Fabio Cipollini     |
| 2008     | Porta Romana   | Claudio Ciarmela    |
| 2009     | Porta Solestà  | Emilio D'Angelo     |
| 2010     | Sant'Emidio    | Giuseppe Capponi    |
| 2011     | Piazzarola     | Antonio Piccioni    |
| 2012     | Sant'Emidio    | Roberto Canala      |
| 2013     | Porta Solestà  | Roberto Nardinocchi |
| 2014     | Porta Solestà  | Emilio D'Angelo     |
| 2015     | Porta Solestà  | Marco Santamaria    |
| 2016     | Sant'Emidio    | Giuseppe Capponi    |
| 2017     | Porta Tufilla  | Claudio Scoppa      |
| 2018     | Sant'Emidio    | Giuseppe Capponi    |
| 2019     | Sant'Emidio    | Roberto Canala      |
| 2020     | NON DISPUTATO  | NON DISPUTATO       |
| 2021     | Porta Maggiore | Luigi Margio        |
| 2022     | Porta Tufilla  | Claudio Scoppa      |
| 2023     | Piazzarola     | Rocco Palumbi       |
| 2024     | Sant'Emidio    | Marco Ambrosi       |
| 2025     | Sant'Emidio    | Marco Ambrosi       |

## Sestieri all'Erta: il Giuramento solenne dei Consoli e i Giochi Popolari
La stagione della Quintana di Ascoli apre ufficialmente i battenti con “Sestieri all’Erta”, evento con il quale la città di Ascoli Piceno viene catapultata indietro nel tempo fino al medioevo. La suggestiva cornice di piazza Arringo diventa per l’occasione il palcoscenico naturale dove vanno in scena il Giuramento dei Consoli che vedrà coinvolti i sei Sestieri della città. Questo è l’avvenimento che darà formalmente inizio alla sfida al temuto moro.
Nel corso della manifestazione viene allestita un’arena all’interno della quale si svolgeranno i Giochi Popolari tra sestieri, la Gara del lancio di “bomba” (tipico lancio della scuola di sbandieratori ascolana che consiste nel lanciare la bandiera più alta possibile per poi riprenderla senza farla cadere a terra) e altri spettacoli.

## I Sestieri
- Piazzarola

Questo Sestiere deriva il suo nome da Plateola, la piccola piazza su cui sorgeva la chiesa di Sant'Angelo Minore, demolita nell'anno 1908, citata come Ecclesiam Sancti Angeli Minoris in Platea. Ha il suo comprensorio nella zona alta di Ascoli Piceno, dove si trovano la Fortezza Pia, le Grotte dell'Annunziata, il complesso della Cartiera Papale e la chiesa di Sant'Angelo Magno.
Arme bianco rossa
- Porta Maggiore

Deve il suo nome dalla porta cittadina, posta all'ingresso orientale della città storica, commissionata dal governatore Marsilio Landriano, realizzata nel 1587 da Antonio Giosafatti, distrutta dai Piemontesi nel 1860.
Nel territorio di questo Sestiere ci sono la chiesa di San Salvatore di Sotto, il ponte di Cecco ed il Forte Malatesta, di fronte al quale si trova anche il Campo dei Giochi dove si disputa la Quintana.
Arme nero verde
- Porta Romana

Il Sestiere prende il nome dalla porta che segnava l'ingresso nella città attraverso la Salaria, all'estremità occidentale della città storica.
Nel suo territorio, tra le altre costruzioni monumentali, il teatro romano, la Chiesa di San Tommaso Apostolo, il Palazzetto Longobardo con la Torre degli Ercolani, all'interno del quartiere di San Giacomo.
Arme rosso azzurra
- Porta Solestà

Deve il suo nome dall'omonima porta di accesso alla città. Al suo territorio appartengono il rione costruito oltre il ponte Romano di Solestà ed una parte del quartiere di San Giacomo. Tra i monumenti maggiori il lavatoio pubblico ed il tempietto di Sant'Emidio Rosso.
Arme giallo blu
- Porta Tufilla

Estende il suo territorio cittadino al di fuori della porta stessa, edificata da Camillo Merli nell'anno 1553.
Nel suo territorio tra i monumenti di maggior rilievo vi è il tempietto di Sant'Emidio alle Grotte.
Arme rosso nera
- Sant'Emidio

Comprende gran parte della superficie cittadina del centro storico di Ascoli, inglobando nel suo territorio piazza del Popolo e piazza Arringo, ed alcuni dei maggiori monumenti cittadini.
Arme rosso verde

## Controversie
La manifestazione è stata oggetto di polemiche in relazione all'utilizzo di equini allo scopo di divertire il pubblico. Durante l'edizione di agosto 2023, un incidente ha provocato la caduta di una cavalla, poi abbattuta in seguito alle ferite riportate. L'incidente ha determinato prese di posizione da parte di gruppi e politici animalisti

## Filatelia
Alla Giostra della Quintana di Ascoli Piceno è stato dedicato un francobollo verde e dentellato, emesso dalla Repubblica di San Marino, il 22 giugno 1963, dal valore nominale di L. 10, incluso nella serie della Giostre e tornei.

## Curiosità
La Quintana ha partecipato:
- alle manifestazioni per i Giochi della XVII Olimpiade nel 1960 a Roma, esibendosi presso il Circo Massimo;
- alle cerimonia conclusiva di “Italia 61”;
- alle "Celebrazioni Dantesche";
- alla Fetes internationales, in Svizzera, tenuta a Ginevra negli anni 1964 e 1971;
- all'"Expom 1967", come rappresentante ufficiale dell'Italia, svoltosi a Montreal in Canada;
- a Giochi Senza Frontiere del 15 agosto 1968
- alla Festa internazionale di Linz, in Austria, nel 1970;
- alle Olimpiadi di Monaco di Baviera, nel 1972;
- nei prepartita di varie partite del campionato di serie A e serie B dell'Ascoli
- all'inaugurazione del padiglione delle Marche all'Expo di Milano 2015;[10]